# Parafia św. Marii Magdaleny w Pilichowie
Parafia pw. Świętej Marii Magdaleny w Pilichowie – parafia rzymskokatolicka należąca do dekanatu bodzanowskiego, diecezji płockiej, metropolii warszawskiej.